# Schlacht bei Kaprolat und Hasselmann
Die Schlacht bei Kaprolat und Hasselmann fand während des Finnischen Fortsetzungskrieges im Zweiten Weltkrieg in Karelien statt.
Kaprolat ⊙ war zusammen mit der nahegelegenen Stellung Hasselmann ⊙ eine deutsche Stellung auf einem Hügel in Ostkarelien auf der sowjetischen Seite der Grenze im Zweiten Weltkrieg. Die Stellungen befanden sich westlich der karelischen Kleinstadt Louhi. Bei einer sowjetischen Offensive im Juni 1944 wurden etwa 120 norwegische Soldaten getötet, 23 starben in sowjetischer Gefangenschaft. Diese Verluste, insgesamt etwa 143 Mann, sind die höchsten, die eine norwegische Einheit je erlitten hat.

## Die Schlacht bei Kaprolat
In der Stellung Kaprolat befand sich die 3. Kompanie unter SS-Untersturmführer Axel Steen und in der Stellung Hasselmann befanden sich die 1. Kompanie und 2. Kompanie unter SS-Obersturmführer Sophus Kahrs, zusammen etwa 200 Norweger, von denen 143 norwegische Soldaten als vermisst oder gefallen gemeldet wurden, als sie in der Waffen-SS-Einheit SS-Schijäger-Bataillon „Norge“, einer Einheit der 6. SS-Gebirgs-Division „Nord“ dienten und an diesen beiden Standorten von der Roten Armee besiegt wurden. Der sowjetische Angriff wurde am 25. Juni gestartet, nachdem die SS-Truppen beobachtet hatten, dass die sowjetischen Truppen einen Knüppeldamm durch das Sumpfgebiet bauten.
Als den Soldaten klar wurde, dass sie kurz vor ihrer Niederlage standen, versuchte eine Gruppe zu entkommen, indem sie nach Süden in Richtung der anderen deutschen Stellungen auf der Hasselmann ausbrach, was jedoch nur sehr wenigen gelang. Etwa 32 Soldaten versuchten, sich im Wald zu verstecken und später nach Nordwesten zu gehen. Dieser Gruppe gelang es nach zwölftägiger Wanderung durch den Wald, den Stützpunkt Saschejek in 38 km Entfernung zu erreichen.

## Nach den Kämpfen
Zwischen Herbst 1945 und Oktober 1953 kehrten 15 norwegische Kriegsgefangene aus der Kaprolat-Schlacht nach Norwegen zurück. Russischen Quellen zufolge nahmen sie nach den Kämpfen 48 Soldaten gefangen. Einer der Soldaten der 1953 aus sowjetischer Kriegsgefangenschaft entlassen wurde, war Wolfgang Windingstad der 1953 in dem Buch Glemt Soldat von Sigurd Senje die Hauptfigur spielt.
Das Gebiet war nach den Kampfhandlungen und während der gesamten Nachkriegszeit als Teil des Grenzgebiets zu Finnland dauerhaft gesperrt. Die gefallenen Soldaten wurden nicht beerdigt und einige liegen bis heute unbegraben. Nach dem Zerfall der Sowjetunion wurden Initiativen ergriffen, um die sterblichen Überreste norwegischer Frontkämpfer nach Norwegen zu bringen. Diese Initiative war innerhalb Norwegens sehr umstritten da diese Soldaten als Kollaborateure und Verräter gelten. Professor Stein Ugelvik Larsen von der Universität Bergen leitet das sogenannte Kaprolat-Komitee, das an der Identifizierung der sterblichen Überreste der norwegischen SS-Soldaten arbeitet. Die Arbeiten werden unter anderem vom norwegischen Außenministerium mit einer Million Kronen finanziert. Bis 2015 wurden 150 Knochenproben untersucht, dabei konnten 57 Individuen bestimmt werden. 42 Angehörige gaben in Norwegen zur DNA-Untersuchung eine Blutprobe ab und letztendlich konnten 14 Soldaten namentlich identifiziert werden. Bei weiteren 16 Soldaten gelang die Bestimmung der DNA, aber es konnten bislang keine Angehörigen ermittelt werden. Dies lag unter anderem auch daran, dass Angehörige in Norwegen die Zugehörigkeit ihrer Familienangehörigen zu den deutschen Einheiten aus Angst vor Repressalien verheimlichten. Bei 27 Individuen war es nicht möglich ein DNA-Profil zu erstellen.

## Identifizierte Soldaten
| Identifizierte Soldaten        |              |
| Name                           | Nationalität |
| Ola Magnussen                  | Norwegen     |
| Ran Lykke Himberg              | Norwegen     |
| Wassili Dmitrijewitsch Romanow | Sowjetunion  |
| Haakon Belgonen                | Norwegen     |
| Gustav Böhm                    | Norwegen     |
| Peder Habberstad               | Norwegen     |
| Finn Kristiansen               | Norwegen     |
| Harald Olsen                   | Norwegen     |